# Géographie de la Haute-Loire
Pour un article plus général, voir Haute-Loire.
Le département de la Haute-Loire est entièrement inclus dans le Massif central et les bassins hydrographiques de la Loire et de l'Allier dans leur partie supérieure (sans remonter jusqu'à leurs sources qui se trouvent respectivement dans l'Ardèche au pied du fameux mont Gerbier-de-Jonc, et la Lozère au pied du Moure de la Gardille).
Ces hauts bassins sont constitués :
- de petites plaines alluvionnaires (Limagne près de Brioude, Emblavez près de Lavoûte-sur-Loire…)
- de gorges sauvages (Allier en amont de Langeac, Loire et Arzon près de Vorey, Lignon du Velay…)
- de collines et massifs à dominante forestière (Livradois vers La Chaise-Dieu, Margeride vers Saugues, Boutières)
- de plateaux et chaînes volcaniques (monts du Velay, où en altitude se cultive la lentille, Mézenc pastoral, Meygal forestier).

Le point culminant est le mont Mézenc (1 753 m), d'où par beau temps s'aperçoit la chaîne des Alpes.

Paysages de la Haute-Loire :
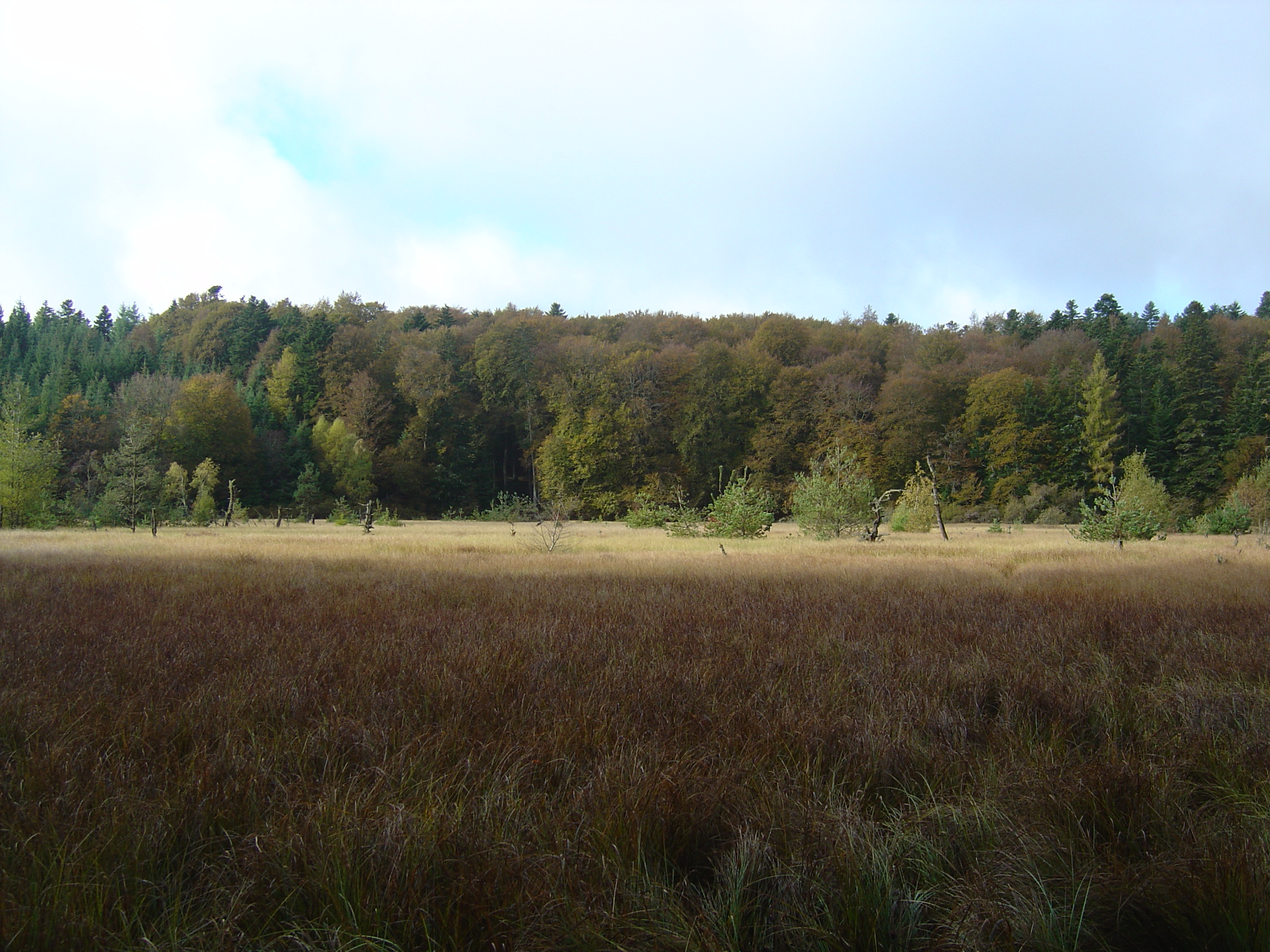
La tourbière du mont Bar au nord-ouest.
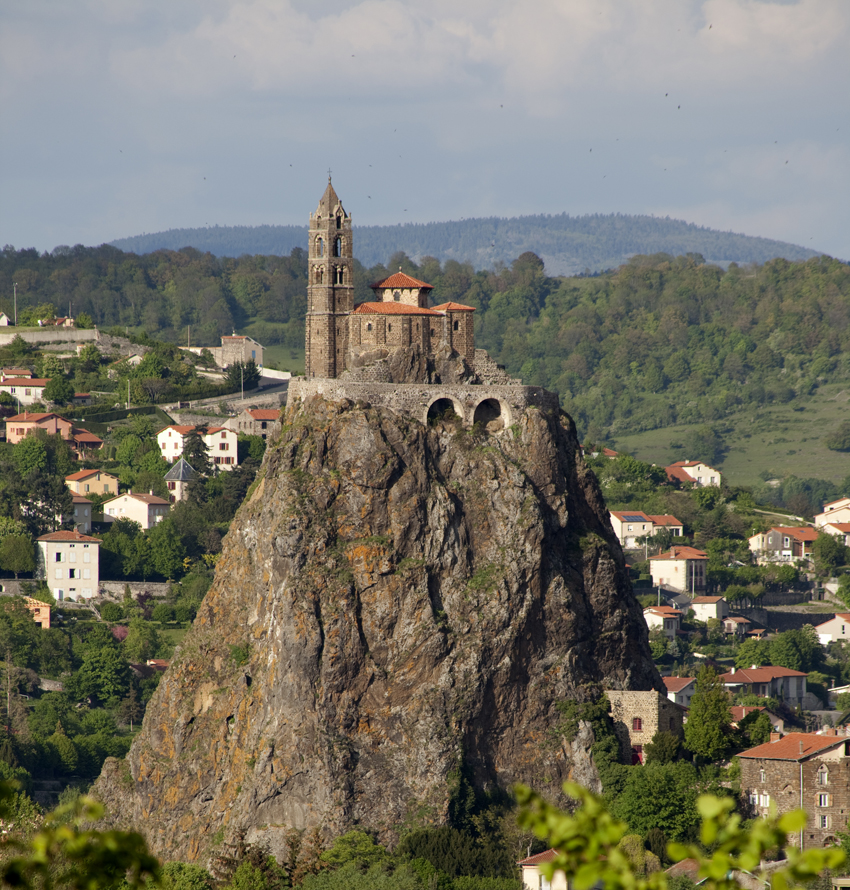
L'église Saint-Michel d'Aiguilhe, Le Puy-en-Velay, au centre.
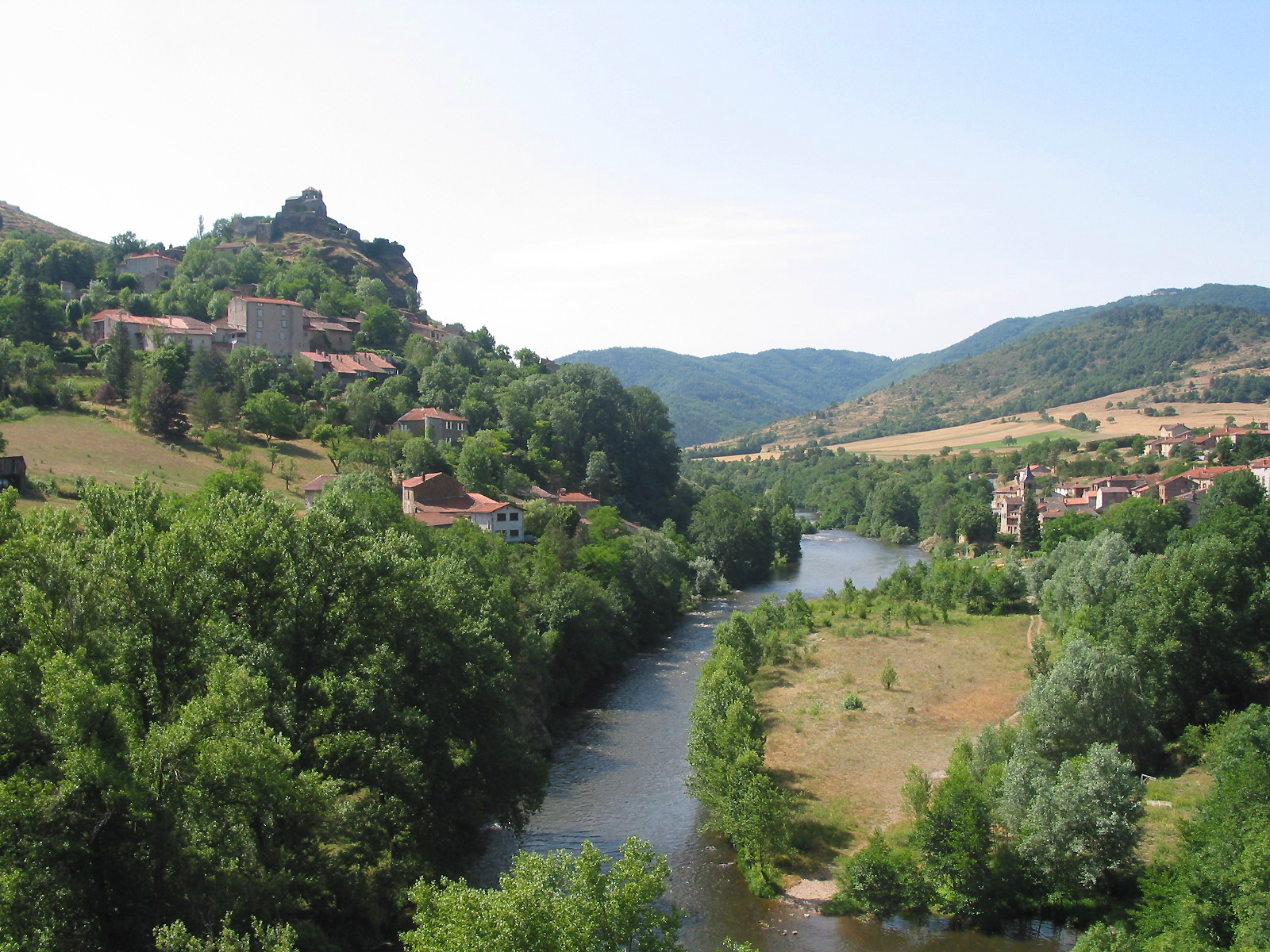
Saint-Ilpize et Villeneuve-d'Allier, dans l'ouest.
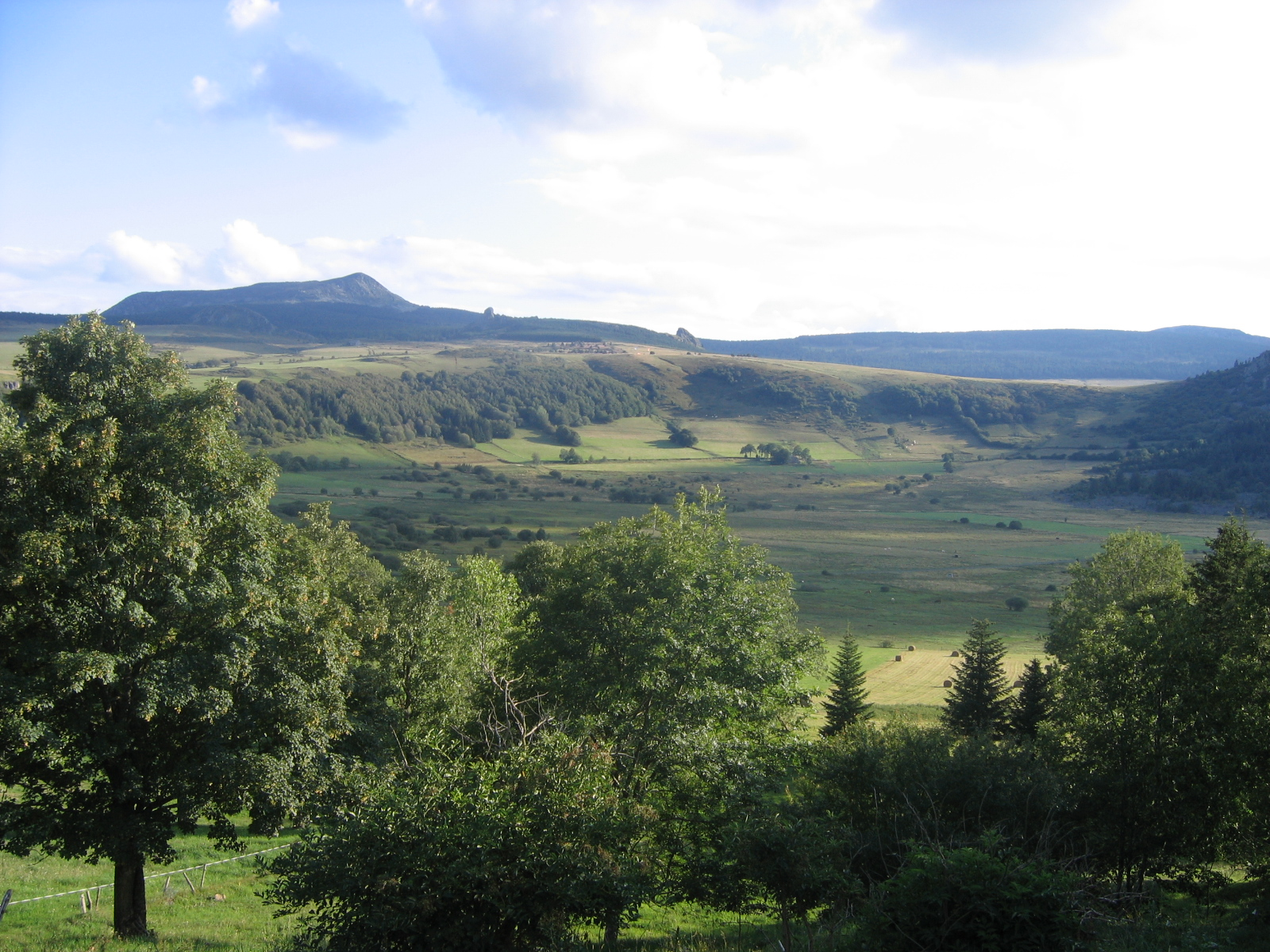
Le mont Mézenc depuis la commune de Chaudeyrolles, dans le sud-est.
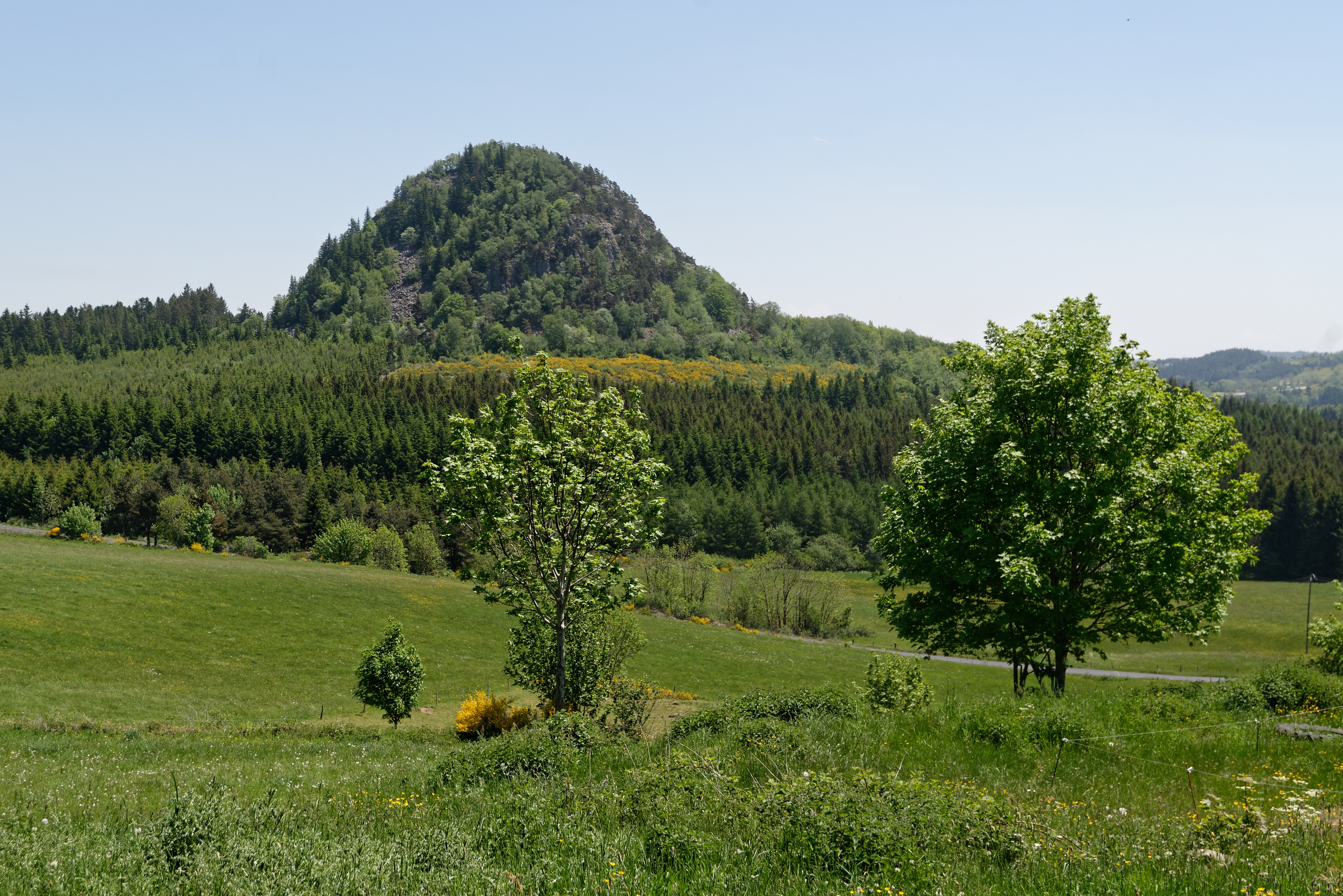
Le suc d'Achon, dans le Meygal.